# Wojciech Plandowski
Wojciech Plandowski – polski matematyk i informatyk, profesor nauk matematycznych. Specjalizuje się w analizie algorytmów oraz matematycznych podstawach informatyki. Profesor nadzwyczajny Instytutu Informatyki Wydziału Matematyki, Informatyki i Mechaniki Uniwersytetu Warszawskiego.

## Życiorys
Studia ukończył na Uniwersytecie Warszawskim, gdzie następnie został zatrudniony i zdobywał kolejne awanse akademickie. Stopień doktorski uzyskał w 1996 na podstawie pracy pt. Złożoność problemu równoważności morfizmów dla języków bezkontekstowych, przygotowanej pod kierunkiem prof. Wojciecha Ryttera. Habilitował się w 2002 na podstawie  oceny dorobku naukowego i rozprawy pt. Równania w półgrupach wolnych. Tytuł naukowy profesora nauk matematycznych otrzymał w 2009.
Swoje prace publikował w takich czasopismach jak m.in. „Theoretical Computer Science”, „Algorithmica” „Fundamenta Informaticae”, „International Journal of Foundations of Computer Science” oraz „Journal of the ACM”.